# Verrucella flexuosa
Verrucella flexuosa is een zachte koraalsoort uit de familie Ellisellidae. De koraalsoort komt uit het geslacht Verrucella. Verrucella flexuosa werd in 1815 voor het eerst wetenschappelijk beschreven door Lamarck. 